# Sarah Schneider
Sarah Schneider (* 22. Januar 1996 in Frankenberg (Eder)) ist eine deutsche Volleyball- und Beachvolleyballspielerin.

## Karriere Halle
Schneider begann mit dem Volleyball als Achtjährige 2004 beim heimischen TSV Frankenberg, mit dem sie mehrfach auf hessischen und deutschen Jugendmeisterschaften aktiv war. Von 2009 bis 2011 spielte die Außenangreiferin in der 2. Bundesliga Süd beim TV 05 Wetter und erreichte 2010 den sechsten Platz.

## Karriere Beach
Seit 2006 spielt Schneider Beachvolleyball. Standardpartnerin war bis 2010 ihre Frankenberger Mannschaftskameradin Johanna Krüger, mit der sie mehrfach hessische Meisterin und Vizemeisterin in verschiedenen Jugend-Altersklassen wurde. Schneider/Krüger nahmen auch an einigen deutschen Jugendmeisterschaften teil; herausragend war hier die deutsche U18-Vizemeisterschaft 2010 in Bitterfeld-Wolfen. Zwischen 2010 und 2012 gelangen Schneider mit Antonia Stautz einige Top-Ten-Platzierungen bei deutschen U19- bzw. U20-Meisterschaften. Mit Constanze Bieneck wurde sie 2011 am Bostalsee deutsche U17-Meisterin. Mit Lara Schreiber startete Schneider 2012 und 2013 auf der deutschen Smart Beach Tour. Schneider/Schreiber wurden außerdem 2012 in Brünn U18-Vize-Europameisterinnen, belegten 2013 bei der U19-WM in Porto den vierten Platz und wurden im Juli 2013 in Kiel deutsche U19-Meisterinnen. Einen Monat später wurde Schneider an der Seite von Leonie Welsch bei der U18-EM in Maladsetschna erneut Vize-Europameisterin. 2014 wurde Schneider mit Lisa Arnholdt in Porto U19-Vizeweltmeisterin und gewann bei den Olympischen Jugendspielen in Nanjing die Bronzemedaille. Wegen einer Knieverletzung musste Schneider 2015 eine Wettkampfpause einlegen.
2016 gelang ihr mit Christine Aulenbrock ein Comeback auf der Smart Beach Tour. Außerdem erreichte sie mit Lisa Arnholdt bei der U21-WM in Luzern den neunten Platz. Mit  Sandra Ferger gelangen Schneider 2017 zahlreiche Top-Ten-Platzierungen auf der nationalen Tour und die erstmalige Teilnahme an der deutschen Meisterschaft in Timmendorfer Strand. Mit Arnholdt erreichte sie beim CEV Satellite Turnier in Baku den fünften Platz. 2018 startete Schneider auf der FIVB World Tour mit Anna Behlen und gewann das 2-Sterne-Turnier in Phnom Penh. An der Seite von Viktoria Seeber gewann sie auch das 1-Stern Turnier in Alanya. Auf der nationalen Techniker Beach Tour gewannen Behlen/Schneider die Turniere in Leipzig und in Zinnowitz und belegten den fünften Platz bei der deutschen Meisterschaft in Timmendorfer Strand.
Seit 2019 spielte Schneider mit Leonie Körtzinger. Neben vielen nationalen und internationalen Turnieren spielten die beiden auch die Beachvolleyball-Weltmeisterschaft 2019 in Hamburg, bei der sie einen 17. Platz erreichten. Bei der deutschen Meisterschaft belegten sie Platz neun. Seit 2020 waren sie offizielles Perspektivteam Beachvolleyball des Deutschen Volleyball-Verbands. Im Juni/Juli 2020 nahmen sie an der Beach-Liga teil und erreichten den dritten Platz. Bei der deutschen Meisterschaft 2020 erreichten sie erneut den neunten Platz. Wegen sowohl national als auch international nur durchschnittlicher Ergebnisse fehlte den beiden die Perspektive, sodass sie sich im Juni 2021 trennten. Mit Svenja Müller spielte sie in Stuttgart die Qualifiers für Timmendorfer Strand und gewann dabei zweite Turnier.
2022 spielte Schneider wieder mit ihrer ehemaligen Partnerin Anna Behlen, mit der sie im Juli das „Rock the Beach“-Turnier auf Borkum gewann. Bei der deutschen Meisterschaft im September schieden Behlen/Schneider nach zwei Niederlagen früh aus.
Im Jahr 2024 spielte Sarah Schneider mit Margareta Kozuch, die nach einer Baby-Pause wieder in den Sport einstieg. Kozuch/Schneider starteten auf der World Beach Pro Tour und erreichten bei der Europameisterschaft in den Niederlanden den neunten Platz.